# Hilaira pelikena
Hilaira pelikena là một loài nhện trong họ Linyphiidae.
Loài này thuộc chi Hilaira. Hilaira pelikena được Kirill Yuryevich Eskov miêu tả năm 1987.